# ぼくのツリーハウス
ぼくのツリーハウスは、千葉県四街道市に存在しているアウトドア施設。

## 概要
2017年に「ぼくのツリーハウス・プロジェクト」として、四街道市のシティセールス推進課、市民となどが連携してツリーハウスを制作することで、吉岡の里山の維持や、ツリーハウスを中心とした居場所づくりを行うことを目的としてプロジェクトが始動した。ツリーハウス施工については、東北ツリーハウス観光協会のツリーハウスビルダー、また市内外のからに制作への参加募集をかけ制作し完成した。

## エリア
- ツリーハウスエリア  大人から子供まで誰でも登れるようになっている、ツリーハウスには無料で登れる。
- ステージエリア  イベント時には演奏があったりパフォーマンスが楽しめるエリアになっている。
- たき火エリア  たき火ができるエリアがあり、付近にはベンチがあるため冬には暖かく過ごせる場所になっている。

## イベント
- ツクリテの森（メインイベント）

毎年イベントが各種行われており、メインイベントとして行っているイベントはツクリテの森。県外、市内外からたくさんの出店者が集まり飲食店やキッチンカーなどの食をはじめ、クラフトやワークショップなどのお店も展開されており幅広い年齢で楽しめるイベントになっている。イベントではステージでの演奏やパフォーマンスもあり訪れるひとが多いイベントになっている。
- 33人の小さな絵本作家展（2018年）

四街道市主催による絵に関するイベント。
- 絵本作家KOUTAさん全国出版記念サイン会＆原画会（2019年）

蔵の図書館主催による絵本作家サイン会イベント。

## 敷地内施設
- Y・Y・NOWSON/吉岡にある体験型農業施設。

- 蔵の図書館/2017年に蔵を改修し民間図書館として運営されている図書館。

## アクセス
- 電車  最寄り駅/四街道駅、千城台駅
- 車 国道51号線吉岡十字路、東関東自動車道(四街道インターチェンジ)

## 料金
基本的には無料。なおイベント時などは料金が発生する場合有。